# 王延年 (清朝將領)
王延年，甘肅省蘭州府河州（今甘肅省臨夏縣）人，清朝軍事將領。
乾隆年間，擔任歷城外汛把總。嘉慶年間，擔任甘肅洪廣營遊擊、署甘肅靈州營參將。任靜寧協副將。嘉慶十五年，任陝西陝安鎮總兵官。嘉慶十六年，任河州鎮總兵，以靜寧協副將署理。